# Crossoloricaria variegata
Crossoloricaria variegata es una especie de peces de la familia Loricariidae en el orden de los Siluriformes.

## Morfología
• Los machos pueden llegar alcanzar los 26,5 cm de longitud total.

## Hábitat
Es un pez de agua dulce y de clima tropical.

## Distribución geográfica
Se encuentran en América:  cuencas de los ríos mamones,  Tuira y  Yape en Panamá, y del  San Juan y  Sinu en Colombia.